# Mai 68 en Provence
Les événements de mai-juin 1968, ou plus brièvement Mai 68, désignent une période durant laquelle se déroulent, en France des manifestations étudiantes, puis un peu partout sur le terroire des grèves générales, qui en en Provence ont débouché rapidement sur une jonction entre syndicats de salariés et d'étudiants, quand celle-ci ne les a pas précédées. Les manifestants se sont fait entendre au Festival de Cannes, côté cinéma, et au Festival d'Avignon, pour les amateurs de théâtre, qui leur ont donné une tribune internationale.
Le mouvement s'est développé très tôt en particulier dans les résidences universitaires de nombreuses villes de province, avec à Nice comme à Clermont-Ferrand et Nantes des protestations massives dès le début de l'hiver 1967-1968. Après les manifestations du 13 mai 1968, lancées localement par le Mouvement du 11 mai, plusieurs usines de la région ont été les premières à se mettre en grève, dans ce qui a ensuite constitué le plus important mouvement social de l'histoire de France du XXe siècle.

## Les prémices chez les étudiants niçois

### Manifestation dans les résidences universitaires
Nice compte 9 800 étudiants à la rentrée 1967, soit 1,7 % des étudiants français dont 45,5 % sont inscrits en Lettres, 31,1 % en Droit et 23,3 % en Sciences. La ville fait face à un afflux d'étudiants dans les années 1960, si bien qu'en octobre 1966 la cité universitaire Jean Médecin est mise en chantier et un restaurant universitaire ouvre à Trotabas) alors qu'existent depuis 1965, les résidences universitaires et le restaurant universitaire Montebello, créés par l’Université Aix Marseille mais en 1968 les abords de la faculté des Lettres sont toujours en construction.
Dès le 10 février, 4 jours avant le lancement de la campagne nationale de l’UNEF le 14 février sur ces thèmes, les étudiants niçois entament une grève quasi-totale des restaurants universitaires et abolissent le règlement intérieur des cités universitaires, qui à Nice sera légèrement amendé, avec par exemple la fermeture des portes à seulement 1 h du matin. Les résidents réclament la fin du contrôle de l’heure de rentrée des résidents, et la gestion des cafétérias par les comités de résidents.

### La grève de la faim et la pétition
À partir du 21 février, ils lancent une grève de la faim sur les mêmes thèmes. Le 23 février, les propositions de réforme du règlement des résidences universitaires dévoilées dans la presse par le ministre Alain Peyrefitte n'ont pas satisfait. L’UNEF lance une pétition contre le "projet Peyrefitte", qui à Nice recueille 450 signatures. Le 2 mars, des manifestations sur le même thème ont lieu à Rennes et à Besançon, et le 13 mars, c'est le restaurant universitaire d’Antony (Hauts-de-Seine) qui se met en grève. Les 15 et 16 de nouvelles manifestations ont lieu à Rennes et Saint-Étienne contre le règlement des résidences universitaires et le Plan Fouchet.
À Nice, des étudiants se barricadent dans les résidences et le restaurant. Le recteur de l’Académie, Robert Davril, fait fermer le restaurant universitaire et les cafétérias. Trois étudiants sont arrêtés. Le restaurant universitaire Montebello (Valrose) ne rouvre que le 13 mars. Dans la foulée, le 4 mars à Nice, à l’appel de six syndicats et avec le soutien des associations de parents d’élèves, une grève est suivie par 50 à 80 % de grévistes dans les collèges et lycées et on atteint plus de 85 % dans les lycées techniques. L'objectif est la création massive de postes d’enseignants, l’aménagement des horaires pour les surveillants, qui sont généralement des étudiants, la titularisation des auxiliaires et la limitation du nombre d’élèves par classe à 25.

## Les grèves dans les Alpes Maritimes avant Mai 68
La « grève administrative générale » lancée à Nice début mars par les syndicats des impôts bloque la transmission des documents administratifs, comptables jusqu’au 10 avril, pendant près de six semaines. Le même mois, 4 usines du département, Peugeot-Nice, la cimenterie de la Grave de Peille
Delta Tex et Delta Chimie subissent des grèves, qui s'étendent aussi aux PTT, à Air France et au secteur du commerce urbain, le 4 avril, avec 133 des 150 employés du Prisunic de Nice, choquées par la fouille et l’arrestation d’un vigile de nuit. Une semaine après, le 12 avril ce sont 1 200 agents d’EDF et GDF qui manifestent, ce qui déclenchent le 18 avril, une journée d’action de la CGT avec un meeting place Saint-François.

## La situation spécifique à Marseille

### L'influence des guerres du Vietnam et d'Algérie
En février 1968, la ville de Marseille est au cœur du combat militant contre la Guerre du Vietnam, avec la collecte de 520 tonnes de marchandises entreposées dans les cales d'un cargo qui embarque du port de Marseille, pour aller ravitailler les populations du Vietnam et apporter des matériels de soins: c'est la campagne nationale « Un bateau pour le Vietnam », qui trouve son aboutissement dans le port provençal et trouvera une forme nouvelle en 1979 lors d’une opération humanitaire du même nom souhaitant venir en aide cette fois aux boat-peoples vietnamiens.
Les dockers joueront un rôle important dans la grève, en structurant le mouvement. Le quotidien L'Humanité citera le cas d'
Alfred Pacini, docker communiste, qui manifestera le 13 mai sous la banderole "Union locale du port", aux côtés de son copain Circa, un ancien de l'Espagne républicaine et qui se sent fort du "rôle important joué par les dockers dans les luttes interprofessionnelles", et de l'"internationalisme" qui, dans les années cinquante, leur a fait "refuser l'embarquement des armes pour la sale guerre" d'Algérie.

### La victoire de la gauche aux législatives de 1967
Les Bouches du Rhône ont connu au début des années 1960 l’arrivée massive des Français rapatriés d’Algérie, mais les élections législatives des 5 et 12 mars 1967 sont gagnées dans le département par la gauche, qui obtient les onze circonscriptions, cinq députés communistes et six de la Fédération de la gauche démocrate et socialiste (FGDS)
. Le PCF recueille plus de 30 % des voix et son journal La Marseillaise, tire à 14 500 exemplaires. Le courant communiste est dominant à la tête des syndicats enseignants, en particulier la Fédération de l’Éducation nationale (FEN) et dans le privé dans la CGT. Force ouvrière est implantée chez les municipaux de Marseille et dans le bassin minier de Gardanne, où la CFTC conserve également une certaine influence.
La forte présence des rapatriés d'Algérie à Marseille après 1962, dont une partie avaient été sensibles aux discours de l’OAS entre 1960 et 1962, explique par ailleurs la force des groupes d’extrême droite à la faculté de droit d’Aix-en-Provence. Plus de cent mille rapatriés s’étaient établis à Marseille à partir de 1962 tandis que lors des accords d’Evian, la France avait demandé à l’Algérie l’envoi de travailleurs, souvent logés en bidonvilles, dans les quartiers périphériques.

### La crainte d'une crise économique
Le contexte général est la crainte d'une crise économique en raison de l’accélération des fermetures d’entreprises à la faveur du déplacement de nombre d’activités comme la pétrochimie, en faveur du développement du nouveau port, voisin, de Fos sur Me r, avec son aire englobant Istres et Martigues.
« C’est une spécificité de Marseille par rapport aux autres villes : elle est déjà en crise économique, déjà en déshérence », avec des salaires plus faibles qu’ailleurs et un chômage plus fort, selon l'historienne Isabelle Sommier.

### Le contexte d'union syndicale
Comme ailleurs, L'UNEF lance une semaine d'action, du 11 au 16 décembre sur la question des examens et contre la "Réforme Fouchet", tout en soutenant la les grèves CFDT-CGT du 16 mai et 13 décembre 1967 contre les ordonnances sur la sécurité sociale.
Ces grèves ont resserré les liens entre les deux syndicats de salariés et permis aux jeunes militants de la CFDT, orientée plus à gauchet et déconfessionnalisée depuis 1964, de s'investir dans de nouvelles entreprises, sur fond de montée du mécontentement social et d'envolée des « jours perdus pour fait de grève » passés de 0,97 million en 1965 à 4,2 millions en 1967 qui durant les premiers mois de 1968 font place à des affrontements entre grévistes et forces de l’ordre, à la Saviem de Caen, au Mans, ou à Mulhouse. À Martigues, secteur des Bouches du Rhône en plein développement économique grâce aux nouvelles raffineries, la CFDT peut compter sur de jeunes militants très actifs comme Jean-Claude Aparicio, ex-ouvrier aux Chantiers et Ateliers de Provence de Port-de-Bouc, où sa mère était ouvrière à la sécherie de morues « La Fécampoise », puis aide chimiste chez Naphtachimie Lavéra, qui siège au conseil fédéral de la Chimie CFDT depuis 1967.
Depuis le milieu des années 1960, l’Association générale des étudiants de Marseille (AGEM), affiliée à l’UNEF participe à l'alliance locale entre CGT, CFDT et FEN, en s'y affichant lors des manifestations annuelles pour le Premier Mai en 1967 et 1968. Cette pratique régulière de l'intersyndicale va jusqu'à des banderoles communes SNES-AGEM.

### L'UNEF marseillaise dirigée par un PSU en opposition avec Paris
L'AGEM-UNEF, branche marseillaise du syndicat étudiant, est alors très disputée car la vente de polycopiés procure des ressources et son local abrite au sous-sol une discothèque, Le Kilt, qui déménagera plus tard au 169 Avenue du Prado, 13008 Marseille. C'est la même chose à Nice où le Kilt Club, logé dans une somptueuse villa du quartier de Magnan, appartient à l'Agen (Association générale des étudiants de Nice.
L'AGEM-UNEF est depuis deux ans dirigée par des étudiants proches du PSU : Alain Castan, ex-militant contre la Guerre d'Algérie puis PSU, était devenu vice-président en 1966 après avoir présidé l'Association locale des étudiants en sciences. Cet étudiant en médecine de 23 ans, de la faculté de Saint-Charles, a adhéré au PSU en 1967, mais malgré cela, l'UNEF reste depuis 1966 opposée à la ligne de la direction nationale du syndicat et proche des militants communistes locaux, très influents dans l'enseignement comme dans les entreprises privées. Jacques Soncin, Alain Castan et Patrick Magro, catholique militant, tous trois inscrits en médecine sur le campus de Luminy, ont contribué à supplanter l'Union des étudiants communistes (UEC) lors d'une élection tenue dans un bar du Redon, aux dépens de son secrétaire à Marseille Jacques Boulesteix. Mais les relations sont cordiales, avec des deux côtés une condamnation des groupes gauchistes et une présence à la paroisse universitaire, menée par Bernard Charrier, le secrétaire des Étudiants Socialistes Unifiés, la branche étudiante du PSU, très représentée à l’UNEF en faculté de médecine mais aussi sur le campus de Luminy créé en 1966 pour faire face à l'accroissement important du nombre des étudiants dans certaines disciplines (biologie, chimie, informatique et interactions, mathématiques, mécanique, physique, sciences, arts et techniques de l'image et du son) aux portes des Calanques, au milieu des collines et garrigues. Élu vice-président de l'UNEF locale, Jacques Soncin devient l'une des figures du mouvement étudiant local tout au long de Mai 68. Il avait défilé à sa première manifestation dès l'âge de 14 ans, en 1960, dans sa ville de Nîmes pour la paix en Algérie. Le noyau militant inclut aussi Benoît Hubert (UJCML), en 1re année de biologie, et Jean-Dominique Leccia qui deviendra militant de la Gauche prolétarienne. L'AGEM-UNEF sera ensuite dirigée par le Mouvement du 11 mai.
À deux pas de la gare SNCF, la faculté des sciences Saint-Charles est éloignée de celles de droit et des lettres d’Aix. À partir du 3 mai 1968, après-midi marquée par des centaines d'arrestations dans la capitale, dont plusieurs dizaines d'étudiants détenus plusieurs jours puis 4 condamnations à de la prison ferme le dimanche 5 mai, l’AGEM, branche locale de l'UNEF, y affiche sa solidarité avec les étudiants parisiens contre les violences policières.

### L'appel local à la grève du 7 mai
L'appel local des marseillais à la grève du 7 mai est une étape importante du Mai 68 en Provence, avec « l’un des premiers débats au cours des assemblées générales houleuses qui se succèdent dans les amphithéâtres porte sur la question de la grève et du maintien ou non des examens », combattue par Fédération nationale des étudiants de France (FNEF), bien implantée en médecine.
La faculté de sciences dite "Saint-Charles" de Marseille est occupée le 7 mai pour la première fois dans le cadre d'un vote sur le principe d'une grève en solidarité avec les dizaines d'étudiants parisiens emprisonnés à la suite des interpellations réalisées le 3 mai par dizaines, qui ont déclenché un début d'émeute. Le jour suivant c'est l'occupation de l’ancien kiosque à musique de la Canebière, en attendant que la faculté des sciences ne soit occupée et y stockent du matériel d'autodéfense. Siège du « centre dramatique national du Sud-Est et de l’Action culturelle du Sud-Est», le kiosque à musique est situé à deux pas du monument dit des « Mobiles », lieu traditionnel des manifestations à Marseille. Ce lieu visible et festif est transformé en vitrine du "Mouvement" marseillais avec des panneaux peints par les étudiants et leurs invités, ainsi qu'une sonorisation pour les artistes. Il devient peu à peu un forum permanent de discussion sur toutes les contestations qui montent dans la société marseillaise.

### Les réactions immédiates à la Nuit des barricades
Au lendemain d'une émeute encore plus durement réprimée une semaine plus tard, celle de la Nuit des barricades, l’extrême gauche marseillaise fonde un « Mouvement du 11 mai » aux environs du 13 mai, pour élargir son assise puis dans la foulée, le 18 mai, une « assemblée constituante » composée d’enseignants, d’agents de la faculté et d’étudiants, dans le but de réfléchir à une réforme en profondeur du système universitaire.

## Les grandes manifestations du 13 mai dans les principales villes
Le succès des grandes manifestations du 13 mai dans les Bouches du Rhône, le Var et le Gard a supris les observateurs par son ampleur. Les manifestants sont selon la police 16000 à Marseille, 300 à La Ciotat, 200 à Gardanne, 1 700 à Arles.

### Les Bouches du Rhône
À Marseille, le rassemblement est massif et a lieu dans le centre-ville qui avait été ouvert au défilé du 1er mai, deux semaines plus tôt, pour la première fois depuis plus d'une décennie. On y trouve aussi bien des conducteurs de tram, dockers, marins, peintres de bord, que des métallos et employés des savonneries et huileries. Dans le centre de Marseille, les manifestants sont massés dans les allées, Léon-Gambetta, en haut de la Canebière. Parmi les élus en écharpe tricolore, le maire socialiste Gaston Defferre. Le parcours mène jusqu'au palais de justice, ce qui est rare pour une manifestation marseillaise. La plupart des slogans font référence aux personnes arrêtées lors du vendredi de la Nuit des Barricades de Mai 68 et le vendredi précédent :
- "À bas la répression, libérez nos camarades";
- "Amnistie totale";
- "De Gaulle assassin";
- "Étudiants solidaires des travailleurs".

À Marseille, 4 orateurs prennent la parole pour les jeunes CGT, l’AGEM, la CFDT et le CAL (Comité d’action lycéen). Le Mouvement du 11 mai décide de défiler ce jour-là pour la première fois sous sa propre banderole "Mouvement du 11 mai", ce qui signifie sa création, et plus seulement celle de l'UNEF, aux cris de "Nous sommes un groupuscule", par dérision envers les critiques entendues les jours précédents. Encore allié à l'UNEF, il organise des groupes motorisés de lycéens qui vont propager les mots d’ordre et contribuer aux distributions de tracts et consignes d'un quartier de l'agglomération urbaine à l'autre.

### Les Alpes-Maritimes
Les Alpes-Maritimes sont aussi touchées, avec 5 000 personnes dans le défilé à Nice le lundi 13 mai, presque autant qu'à Aix en Provence même si c'est encore six fois moins qu'à Marseille. Les slogans de la rue dénoncent la répression ("Amnistiez nos camarades", "Des profs, pas des flics"), l'information contrôlée par le pouvoir (" La presse ment "), et les projets de l'ex-ministre de l'Éducation nationale Christian Fouchet devenu ministre de l'Intérieur, dont on conteste la politique sélective ("Fouchet démission") ou proposent des thématiques de solidarité ("Étudiants, travailleurs, unité d'action"). Certains évoquent des besoins particuliers ("Nous voulons des profs de gym").

### Le Var
Les défilés réunissent plus de 25 000 manifestants le matin du 22 mai à Toulon et plusieurs milliers de salariés de l'arsenal défileront en ville encore le 27 mai, le 29 mai et le 30 mai

### Le Vaucluse
Il y aura plus de 10 000 manifestants à Avignon le 30 mai.

## La situation spécifique à Nice
Nice n'a pas comme Aix ou Marseille une tradition universitaire ancienne. C'est une jeune ville universitaire, qui accueille principalement des étudiants des Alpes-Maritimes, du Var et de Corse, venant y faire des études de Droit, de Sciences, de Lettres et Sciences humaines, dont l'Université est issue d'un simple "collège universitaire", dépendant jusqu'en 1965 l'Université d'Aix-Marseille.

### Le contexte politique local
La FNEF (Fédération nationale des Étudiants de France), qui se veut d’une tendance politique plutôt centriste et corporatiste, contrôle toujours l’AGEN (Association générale des étudiants de Nice), et ainsi la gestion directe de services : journal, imprimerie, logement, emploi, culture et loisirs, avec des subventions gouvernementales. Les étudiants gaullistes y côtoient un noyau dur aux idées d’extrême droite nationaliste.
Le Parti Communiste Français, malgré des conflits les années précédentes, est majoritaire à l’UGEN, section locale de l’UNEF, l'Union générale des Étudiants Niçois, créée pour concurrencer l'AGEN mais doit composer avec une minorité de gauchistes très organisés. Du coup, il participe aux mobilisations mais en conservant un regard critique sur certains aspects du mouvement parisien. Ainsi, l

### Les débuts du mouvement le 6 mai à Nice
À Nice, le mouvement commence le lundi 6 mai en réaction aux heurts avec la police après l'arrestation de dizaine d'étudiants de région parisienne. L'UNEF, principal syndicat étudiant, bien implantée dans les Facultés de Lettres et de Sciences et qui contrôle l'Union générale des étudiants de la ville est en première ligne, tout comme le SNESUP, majoritaire chez les enseignants d'université tandis que l'agitation touche certains lycées.
De nombreuses assemblées syndicales et d’étudiants débutent quand le SNE-Sup et l’UNEF appellent à une manifestation nationale le 6 mai. L'une d'alle est organisée par Alain Raybaud, futur écrivain, qui sera cinq ans plus tard un des fondateurs de Libération en 1973 puis son correspondant à Toulouse et son chroniqueur gastronomique et qui est en 1968 président de la Corpo de la faculté de Lettres et proche de l'extrême-gauche. Il crée un Comité de grève le 6 mai à la faculté de Lettres. L'Université compte aussi un "Groupe Makhno des Jeunesses anarchistes", en référence au célèbre anarchiste ukrainien des années 1920.

### Les autres rassemblements
Le 8 mai, un important meeting de l’UGEN-UNEF, a lieu à Nice, avec la participation de la CGT, la CFDT et la FEN (Fédération de l’Éducation nationale). Il se tient dans la faculté des Lettres. Jean Moreau, président de l’UGEN, se désolidarise alors du mouvement du 22 mars et des évènements de Nanterre.
Des manifestations ont lieu à partir du 11 mai et s'accélèrent après la "nuit des barricades" des 10 et 11 mai à Paris, quand les centrales ouvrières, CGT et CFDT, expriment à leur tour leur solidarité. Les facultés sont occupées à Nice à partir du 20 mai et jusqu'à la fin juin.
Le 21 mai, toute la ville de Nice est paralysée, pour la première fois depuis 1936. Les files de voiture s’accumulent au poste frontière de Menton, pour aller s’approvisionner en carburant en Italie et ramener au passage les produits alimentaires que l'on craint de voir manquer sur la Côte d'Azur.

## Les grèves dans la région
Les grèves dans la région ont lieu tout d'abord dans l'industrie aéronautique, comme ce fut le cas lors du Mai 68 à Nantes. Dès le 14 mai ont lieu les premiers arrêts de travail dans l'usine de Sud-Aviation de Cannes, suivie de la mobilisation massive des cheminots de Marseille-Blancarde,.
Les mobilisations ouvrières démarrent également à l'usine Sud Aviation de Marignane, qui emploie 6 000 personnes, entre le 13 et le 17 mai. L'usine de Marignane bénéficie alors d'une expansion remarquée dans le domaine militaires au cours années 1960 pour la production des hélicoptères Puma et Gazelle codéveloppés avec la firme britannique Westland Aircraft, grâce à l'utilisation à grande échelle par les Américains de ces matériels au cours de la guerre du Viêt Nam. Plus tard elle sera rebaptisée "Airbus Helicopters avec un statut de premier fabricant d'hélicoptères civils au monde. Un meeting y est organisé le 17 mai, à l’appel de la CGT et de FO, et décide d’organiser « un référendum » sur l’action avec une plateforme commune aux différents syndicats tandis que le directeur est « consigné » dans son bureau.
Dans le Gard, tout proche, les occupations d'usines ont commencé à Courbessac puis à l'usine d'eau minérale Perrier, située à Vergèze à quinze kilomètres de Nîmes, entre le 16 et le 17 mai. L'ensemble du département du Gard sera touché avec à peu près 90 000 salariés en grève, dans une centaine d'usines occupées, soit quasiment toutes les usines importantes en grève, selon Alain Balme, de l'Institut d'Histoire sociale CGT du Gard.
Dans le Var c'est le 17 mai aux chantiers navals de La Seyne, qui emploieront plus de 5 000 personnes en 1973 lors de diversification sur le marché des chaudières, à la veille du choc pétrolier, tandis que débute l'occupation des locaux à Air France-Marignane le 18 mai. Les Chèques postaux de Marseille suivent ensuite. Sur le port où sept navires sont immobilisés le 19 mai puis trente-huit le 21 mai.
Puis les grèves s'étendent à tous les secteurs. Le taux de participation à la grève générale dans les Bouches-du-Rhône va monter jusqu'à 98% dans l’enseignement, 95% chez les communaux et hospitaliers, 75% aux PTT, 72% dans les régies financières, 30% à la préfecture. Dans le secteur public c'est 89% chez les mineurs, 80% à l’EDF ET GDF ou encore 64% à la SNCF, 100% dans les transports urbains et les taxis. Dans le secteur privé, la réparation navale et la métallurgie sont les plus affectées avec 80% et 90%, puis la chimie et la pétrochimie avec 80%. La participation est moindre dans les banques avec seulement 50%.
Un télégramme des renseignements généraux de Marseille du 19 mai 1968 fait état à la fois des protestations de l’Union régionale et de l’Union départementale de la CGC contre les séquestrations illégales de directeurs et de cadres d’entreprise. Il évoque aussi un tract du PCF intitulé « Travailleurs, le PC vous parle » en date du 18 mai, tiré à 60 000 exemplaires, et dans lequel «le parti rappelle ses exigences dans le domaine politique et social, dénonce la réaction anticommuniste du pouvoir et condamne les manœuvres de l’anarchiste Cohn-Bendit.
À Gardanne, près de Marseille, la grève est suivie à 98 % parmi les mineurs de fond du bassin. Des secteurs peu familiers des conflits sociaux, et souvent très féminisés, sont entrés aussi en grève, notamment celui des grands magasins de Marseille, celui des hospitaliers, les fonctionnaires de Justice. L’Union départementale CGT annonce 300 000 grévistes dans les Bouches-du-Rhône le 23 mai.
À Aix en Provence la grève s'est étendue le 24 mai aux commerces, aux cafés, au secteur artisanal, et même aux taxis. La parution des quotidiens est suspendue. La plupart des établissements scolaires ferment leurs portes. Les magasins sont pris d'assaut par ceux qui, dans un réflexe de peur, font provision des denrées de première nécessité. A Marseille aussi, ce 24 mai, certains commerces ferment leurs portes (sauf ceux de première nécessité), et l'armée va être requise pour ramasser les ordures qui s'entassent dans les rues. La situation semble rétablie pour les produits importants le 27 mai 1968. Mais depuis le 20 mai, l'essence se raréfie et de longues queues se forment devant les stations services. À Nice, trente d'entre elles sont réquisitionnées.
Les renseignements généraux signalent dès le 21 mai que «l’opinion publique commence à manifester quelque hostilité à l’égard du mouvement en raison de la gêne profonde qu’il occasionne ».
Le port de Marseille est paralysé pendant cinq semaines, avec 100 % de grévistes chez les dockers et les marins, 65% pour le personnel du Port autonome et 50% pour le personnel sédentaire des compagnies de navigation.

## L'invasion du festival de Cannes
À l'issue de la manifestation du 13 mai, les étudiants contestataires de Nice se déplacent à Cannes où, le 10 mai a débuté le 21e Festival de cinéma. Ils envahissent le Palais des Festivals.Jean-Luc Godard fait partie des cinéastes qui les soutiennent et dénonce le fait qu'« Il n’y a pas un seul film qui montre des problèmes ouvriers ou étudiants tels qu’il se passent aujourd’hui ». Le 18 mai, François Truffaut, Jean-Luc Godard, Claude Lelouch, Claude Berri, Roman Polanski, Louis Malle et Jean-Pierre Léaud se mêlent au mouvement étudiant qui agite Cannes. Ils se révoltent aussi contre le ministre de la culture André Malraux qui démet alors Henri Langlois de son poste de directeur de la Cinémathèque française. Pour aider ces célébrités, Alain Resnais, Carlos Saura et Miloš Forman retirent leur film de la compétition. Le Festival est pris d'assaut et devient le théâtre d'affrontements politiques. L'événement se termine prématurément le 19 mai à midi, après six jours de contestation et sera finalement annulé le 20.

## Les manifestations marseillaises des 23, 24 et 27 mai
L’extrême gauche marseillaise créé le 18 mai, via la structure élargie du Mouvement du 11 mai, une « assemblée constituante », composée d’enseignants, d’agents et d’étudiants, chargée de réfléchir à une modification du système universitaire. Les manifestations continuent en attendant les Accords de Grenelle dont les négociations vont durer du 25 au 27 mai. La CGT annonce 300 000 grévistes dans les Bouches-du-Rhône le 23 mai et le lendemain est chargé en manifestations: l'UNEF et le Mouvement du 11 mai se retrouvent dans le Quartier des réformés puis descendent la Canebière ensemble pour se rendre Place de la Joliette où un meeting d’environ 700 à 800 grévistes est prévu, avant de rallier la nouvelle Bourse du travail.
La journée du 24 mai, la CGT manifeste avec 1 000 personnes à Châteaurenard, 600 à Arles, 400 à PortSaint-Louis-du-Rhône, 350 à Aix-en Provence, 400 à Istres, 3500 à Martigues, 400 à Aubagne. Près de 700 métallurgistes défilent à Marseille à l’appel de la CGT, du boulevard Ordo à la raffinerie de sucre de Saint-Louis, avec une prise de parole de Marius Colombini, secrétaire général de l’Union départementale CGT.
Le 27 mai, le Mouvement du 11 mai, l’AGEM et les CAL appellent à une manifestation sur la Canebière à 17 heures, en pleine négociation des Accords de Grenelle, mais le quotidien du parti communiste, La Marseillaise met en garde contre le risque de voir débouler 50 voitures de provocateurs.
Le 29 mai, on compte des milliers de personnes dans la rue, sur la Canebière, à Marseille.
La grande manifestation gaulliste du 31 mai, à Marseille comme en France, est un succès local, rassemblant plus de 30 000 personnes, « la plus forte mobilisation de rue depuis la fin de la Seconde guerre mondiale ».
Le 12 juin c'est l'extrême-gauche qui manifeste deux jours après la mort du lycéen Gilles Tautin, qui s'est noyé en région parisienne pour tenter d'échapper à la poursuite de la police.

## La fin du mouvement dans les Bouches du Rhône
Aux législatives de juin 68, les partis de gauche essuient un recul dans le département des Bouches du Rhône, où ils perdent trois sièges, sans que les partis à leur gauche ne progressvent beaucoup. À Marseille, le candidat du PSU, bien implanté chez les étudiants et qui avait percé en 1967 aux législatives de Grenoble avec l'élection de Pierre Mendès-France, devait être Christian Bruschi, mais il est retiré, faute d'avoir les 23 ans exigés pour se présenter. Le dirigeant départemental du PSU, majoritaire dans un conseil municipal à Simiane la Rotonde, est Jean Pivasset.

## Le conflit le plus long, celui des dockers de Marseille

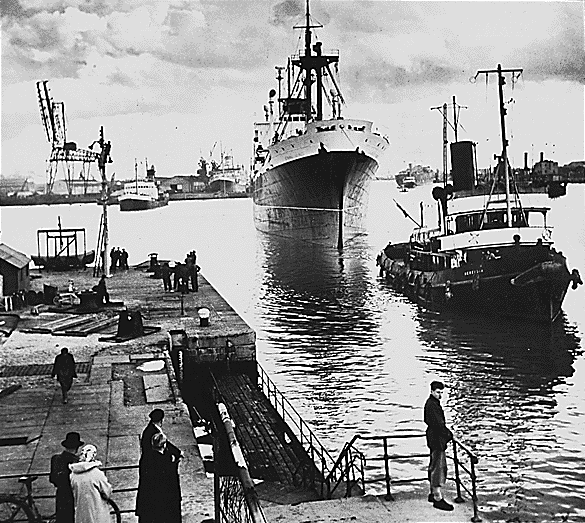
Le Port autonome de Marseille, au milieu du XXe siècle

La CGT des dockers, qui avait subi deux décennies plus tôt une sévère défaite lors d'un conflit social au printemps 1950, la grève des dockers de 1949-1950 en France, constituera le dernier groupe ouvrier important de la région et même du pays à rester en grève, en insistant sur respect de la loi du 6 septembre 1947 qui avait institué une carte professionnelle et un statut de docker. La grève se prolonge sur les zones portuaires de Marseille au-delà du 10 juin, alors qu’à l’exception de Dunkerque tous les autres ports ont repris le travail. Dans la cité phocéenne, l'État est à la manœuvre depuis quelques années pour créer le Grand port maritime de Marseille car les es activités en forte croissante doivent être déplacées vers le golfe de Fos dans les années 1960, en attendant l'implantation d'une grande usine de sidérurgie sur l'eau.
Lors de la guerre d’Indochine (1946-1954), les ouvriers des ports cégétistes s'étaient mis en pointe dès 1949 par le refus de charger des armes vers les militaires français d’Indochine. Les actions les plus dures avaient eu lieu notamment à Marseille et la CGT en était sortie, « quasiment décapitée » dans les ports français, selon l’historien Alain Ruscio. En avril 1950, le mouvement  contre les transports de guerre, lancé à la fin de l'année précédente de manière très progressive s'était terminé par une défaite majeure de la grève des dockers de 1949-1950 en France, avec le lock-out de plus de quatre cents dockers, suivi d'une répression féroce contre les militants CGT. Au moment de la guerre d’Algérie (1954-1962), les dockers cégétistes avaient ensuite été plus prudents, choisisant des actions sélectives « sous l’angle des affrontements franco-français », selon Michel Pigenet, professeur d’histoire à l'université de Paris-I. D'où leur volonté en 1968 de créer un rapport de force solide face au patronat, qui va s'avérer inédit depuis la Libération. Ce souci est exprimé en fin de conflit par une partie des salariés qui désavouent les accords trouvés par leurs représentants, malgré un vote à bulletin secrets organisé par un syndicat minoritaire et même si plus globalement, à l'échelle de la ville de Marseille, les rapports des Renseignements généraux décrivent des syndicats qui « conservent plus ou moins efficacement la maîtrise de leurs troupes et une auto-limitation des mouvements étudiants et lycéens ».
Créé par une loi de juin 1965, le port autonome de Marseille au directeur général nommé en conseil des ministres, sur proposition du ministre de tutelle et après avis du conseil d'administration composé de 26 membres représentants les diverses institutions (Chambres de commerce, professionnels portuaires et maritimes, représentants élus du personnel de l'établissement public et des dockers).
La mouvement de Mai 68 y commence le lundi 20 mai par une assemblée générale au centre d’embauche du quai de la Joliette qui vote une résolution décidant la grève illimitée et fixe certaines revendications: « diminution du temps de travail sans diminution de salaires. Augmentation des salaires. Abrogation des ordonnances et amélioration de la Sécurité sociale. Respect et élargissement des libertés syndicales. Diminution de l’âge de la retraite ».

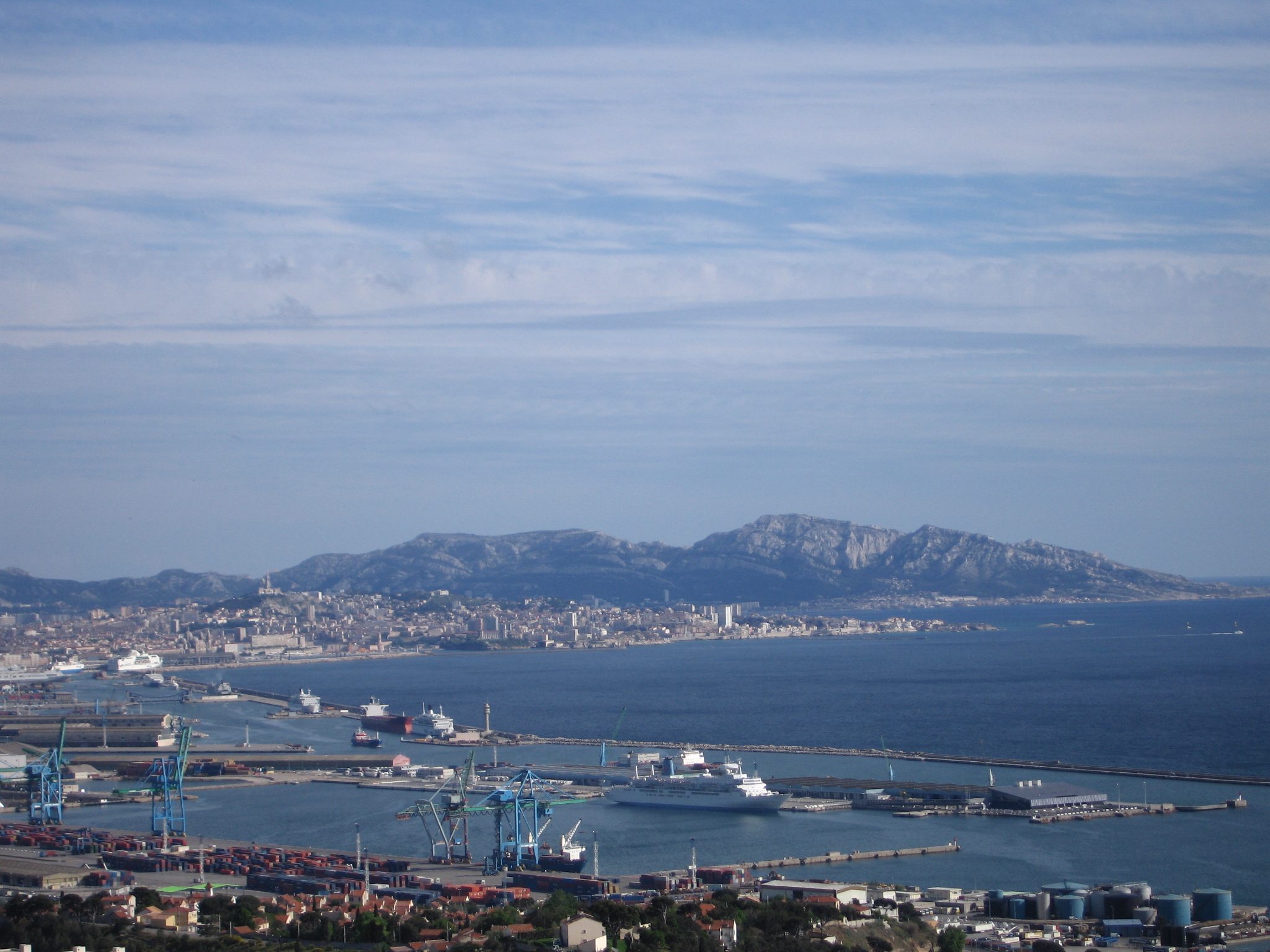
Les installations de la Joliette.

Le mardi 28 mai, lendemain des Accords de Grenelle négociés à Paris. une assemblée générale de 1 500 dockers CGT a décidé la poursuite du mouvement en déplorant l’insuffisance des résultats, selon les rapports des renseignements généraux.
Lors de la rencontre avec la direction du Port le même jour, la CGT locale met l’accent sur l’élection de représentants syndicaux dans différents secteurs : conseil d’administration du port autonome et du BCMO, comités d’entreprises, comité inter-entreprises, centres d’embauche, chantiers. Puis au soir du samedi 1er juin un télégramme du préfet affirme que FO a décidé la reprise mais que la CGT discute encore. Le mardi suivant, un vote à bulletin secret à l’initiative de FO, soutenu par des entreprises locales très réticentes aux négociations nationales et contre l’avis de la CGT réunit 853 votants, dont 2 nuls, 456 pour la reprise du travail, et 395 contre.
Le 10 juin, la direction de la fédération CGT des Ports et Docks signe un accord paritaire national, dit « accord Marceau » qui est refusé par une partie de la base chez les dockers, soucieuse de ne pas « solder à trop bon compte le rapport de force conquis dans la grève ».
Le 15 juin, le préfet écrit au directeur du port de Marseille pour lui demander de concrétiser l’accord recueilli auprès des parties, patrons et salariés, et qui inclut de nouvelles concessions de dernière minute. La CGT a fait ratifier le protocole en assemblée générale. Cette fin de conflit en 1968, le 19 juin, se dénoue au dernier moment, juste à la veille du congrès de la Fédération des ports et docks CGT, les 20 et 21 juin, tandis que le premier tour des élections législatives est prévu le 22 juin.

## Le Festival d'Avignon en ébullition

### Le directeur Jean Vilar interpellé par les manifestants
La 22e édition du Festival d'Avignon, rendez-vous prestigieux des troupes et des auteurs de théâtre, fait partie des rares grands rendez-vous culturels français qui ont pu être maintenus, en 1968 durant toute leur durée, alors que côté cinéma, le festival de Cannes a été rapidement écourté.
Il n'y a cependant aucun spectacle français et près de la moitié des 83 spectacles programmés sont supprimés au cause de la grève. Sont maintenus les spectacles du Living Theatre, présent depuis le 18 mai, ainsi que le travail de Béjart dans la Cour d'honneur, ainsi qu'une large programmation cinématographique qui profite de l'écourtement du Festival de Cannes de la même année.
Jean Vilar, qui dirige cette année-là le Festival d'Avignon est tout d'abord accuse de diriger un "supermarché de la culture". Il décide de s'adapter et transforme les traditionnelles "Rencontres" du festival en "Assises" plus démocratiques, afin d ouvrir des espaces de débats aux contestataires, dont certains avaient occupé des théâtres à Paris comme celui de l'Odéon et l'annonce le 21 juin, lors d'une conférence de presse. L'initiative est un succès populaire. Par ailleurs, des forums de discussion spontanés se tiennent sur la Place de l'Horloge de la ville.

### L'interdiction de deux pièces de théâtre
La compagne américaine itinérante américaine du  Living Theatre, influencée par les thèses anarchistes, est connu depuis dix ans du public français et depuis 1967 se fait connaitre par le happening et l'improvisation. Animée par Judith Malina (1926-2015) et Julian Beck (1925-1985), respectivement 43 et 42 ans, elle arrive place de l'Horloge, le 13 mai, à bord de quatre petits cars Volkswagen, avec 34 adultes et 9 enfants. Jean Vilar les a invités et installés dans la cour et les classes d'un lycée déserté. Leurs spectacles sont prévus du 24 juillet au 14 août : Antigone, Mysteries and Smaller Pieces, que les Parisiens ont déjà vus, ainsi qu'une création collective, Paradise Now, qui se termine dans la rue avec la participation des spectateurs. Henri Duffaut, maire d'Avignon, y voit un « trouble à l'ordre public » et espère stopper les débordements des manifestants en demandant au Living Theatre de jouer une autre de ses pièces, Antigone. Depuis l'annonce des élections législatives le 30 mai, alors que les rapatriés d'Algérie conservateurs sont nombreux dans la région, la troupe devient un « symbole social et culturel à abattre », observera L'Express du 22 juillet 1968, le candidat Jean-Pierre Roux accusant le député-maire sortant d'avoir autorisé leur venue et le quotidien et Le Méridional fustige des "divertissements pour aliénés", rappelant un peu plus tard que lors du passage de la troupe à Cassis, une charge de plastic placée sous une roulotte aurait visé la troupe américaine.
Le fait que le Living Theatre ait choqué certains Avignonnais, a parfois été considéré comme responsable de la victoire de Jean-Pierre Roux à ces élections législatives du 30 juin 1968, selon le documentaire Être libre sorti en novembre 1968, mais il ne sera élu maire d'Avignon que le 13 mars 1983.
Par ailleurs des tracts dénoncent alors ces nouvelles "Assises" d'Avignon comme une récupération et une institutionnalisation de la contestation. Un tract annonce même que le Living Theatre et Béjart ne joueront pas, en solidarité avec les comédiens censurés, alors que ce dernier n'est pas au courant. Début juillet, deux prévenus sont condamnés à des peines identiques de deux mois de prison avec sursis, un CRS et un acteur du Living Theatre pour avoir traversé la rue Frédéric-Mistral vêtu seulement d'un maillot de bain.
Dans ce contexte tendu, le 9 juillet, Jean Vilar garde son sang-froid quand plusieurs dizaines de manifestants lui reprochent de ne pas avoir pris plus fermement la défense du Living Theatre, et lancent « Béjart, Vilar, Salazar » en référence à António de Oliveira Salazar, principal figure de la Dictature nationale  sous la coupe de laquelle les portugais vivent depuis trois décennies. Le directeur du Festival d'Avignon choisit alors de minimiser les propos du journaliste, qui évoque des « violences ».
Le 18 juillet, le préfet du Gard prend un arrêté qui interdit cette fois la représentation à Villeneuve-lès-Avignon de la pièce  Gérard Gélas, que la troupe avignonnaise du "Chêne Noir" voulait jouer, intitulée La Paillasse aux seins nus. Julian Beck refuse la proposition de Vilar de faire simplement une déclaration "Assises"? en solidarité avec le Théâtre du Chêne Noir. Le Living Theatre préfère propose de jouer La Paillasse aux seins nus au cloître des Carmes, gratuitement et dans la rue, à la place d'Antigone, mais tant le maire de la ville que le directeur du festival s'y opposent.
La présentation du 19 juillet de Béjart dans la Cour d'honneur est perturbée par un spectateur, Saul Gottlieb, qui monte sur scène et lui demande ne pas jouer. Vers la fin de la présentation, les comédiens du Théâtre du Chêne Noir montent en protestation sur scène, les danseurs de Béjart improvisent autour d'eux. C'est une entrée du festival « off » au sein même du Festival d'Avignon officiel. Le Living Theatre essuie un nouveau refus quand il propose de jouer Paradise Now dans un quartier populaire d'Avignon. Julian Beck et Judith Malina annoncent leur départ dans une « Déclaration en 11 points » dont l'un dénonce l'impossibilité « de servir ceux qui veulent que la connaissance et le pouvoir de l'art appartiennent seulement à ceux qui peuvent payer ».
Entre-temps, ils ont été protégés par la gendarmerie, quand des « sportifs » jugés proches du député gaulliste fraichement élu Jean-Pierre Roux affirment vouloir nettoyer la ville des contestataires.

## Historiographie
Après les « événements » de mai 1968, Max Gallo, maître-assistant à la faculté de Nice et passionné d'histoire sociale écrit un essai, "Gauchisme, Réformisme et Révolution", qu'il envoie au philosophe Jean-François Revel, conseiller littéraire auprès de Robert Laffont et qui avait lancé une collection "Contestations". Suivant l'actualité  au contact de ses étudiants, il se veut simple spectateur engagé, cultivant une distance idéologique raisonnable. Ce livre a bouleversé sa vie, personnelle et professionnelle, selon lui, avec à la clé une carrière d'écrivain.
La création d’une bibliothèque numérique au sein de l’Université Côte d’Azur (UCA) visant à agréger, combiner et diffuser des projets de recherche en humanités numériques ou à vocation pédagogique, en lettres, arts, sciences humaines et sociales
, numérisés pour être mis en ligne en 2018 a inclus une exposition numérique consacrée à Mai 68 dans la ville. Cette exposition numérique s'appuie en particulier sur la conférence d'Yvan Gastaut, historien contemporanéiste, membre du laboratoire URMIS, les archives de la bibliothèque universitaire Lettres, Arts et Sciences humaines, la presse locale et le mémoire de maîtrise « La crise de mai 68 à Nice et dans les Alpes-Maritimes » de Jean-Paul Clot (1984)

### Mai 68 en général
- Historiographie de Mai 68
- Mai 68
- Histoire de l'anarchisme
- Chronologie des événements de mai - juin 1968

### Autres déclinaisons régionales de l'événement
- Mai 68 en Auvergne
- Mai 68 à Lyon
- Mai 68 à Toulouse
- Mai 68 à Nantes
- Mai 68 à Caen
- Mouvement du 11 mai